# Stratford (DLR)
Pour les articles homonymes, voir Stratford.
Stratford (en anglais : Stratford DLR Station), est une station, des branches nord (terminus) et est-nord (passage), de la ligne de métro léger automatique Docklands Light Railway (DLR), en zone 2 et 3 Travelcard. Elle dispose d'une entrée, commune située dans le bâtiment principal de la gare, sur la Station Street, à Stratford dans le borough londonien de Newham sur le territoire du Grand Londres.
Elle est en correspondance avec la gare de Stratford (trains grandes lignes et banlieue) et la station Stratford du métro de Londres, desservie par la Jubilee line et la Central line, ainsi que la Elizabeth line. 

## Situation sur le réseau

Plan de la ligne du métro léger DLR.

Située en tranchée, la station de Stratford (DLR) dispose de deux plateformes distinctes : la plateforme de passage, de la branche est-nord de la ligne de métro léger Docklands Light Railway, elle est établie entre la station terminus Stratford International (DLR) et la station Stratford High Street (DLR), en direction de la station de bifurcation Canning Town (DLR) ; la plateforme terminus de la branche nord, après la station Pudding Mill Lane (DLR), en direction de la station de bifurcation Poplar (DLR),. Elle est en zone 2 et 3 Travelcard.
La plateforme de passage dispose de deux quais latéraux encadrant les deux voies de la ligne et la station terminus d'un dédoublement de la voie unique encadrant un quai central. Les deux plateformes disposent de dispositifs permettant les manœuvres de rames entre les voies en aval des quais.

## Histoire
La station de Stratford, spécifique au Docklands Light Railway, est ouverte le 31 août 1987 au service des voyageurs lors de la mise en service de la première section de ce métro léger.
En 2009, le déplacement de la North London Line (en) du bas niveau au haut niveau de la gare permet un réaménagement des espaces utilisés pas le Docklands Light Railway. Le terminus de la branche nord est aménagé à l'emplacement de la ligne nord, quai central 4b et 4a et mis en service en août 2011. Ce qui est encore le terminus de la branche est-nord est reconstruit avec les quais numérotés 16 et 17 et ouvert cette même année 2011.
En 2016, la fréquentation de la station est de 19,702 millions d'utilisateurs.

## Services aux voyageurs

### Accès et accueil
Situés aux bas niveau de la gare, les quais 4a et 4b du terminus de la branche nord et les quais 16 et 17 de la station de passage de la branche est-nord sont accessibles par des cheminements différents signalés depuis l'entrée principale de la gare.

### Desserte
La plateforme terminus de la branche nord, un quai central encadré par les voies 4a et 4b, est desservie en temps ordinaire par les rames de la relation Stratford - Canary Wharf, et aux heures de pointe du lundi au vendredi par les rames de la relation  Stratford - Lewisham,.

Installations et desserte plateforme terminus
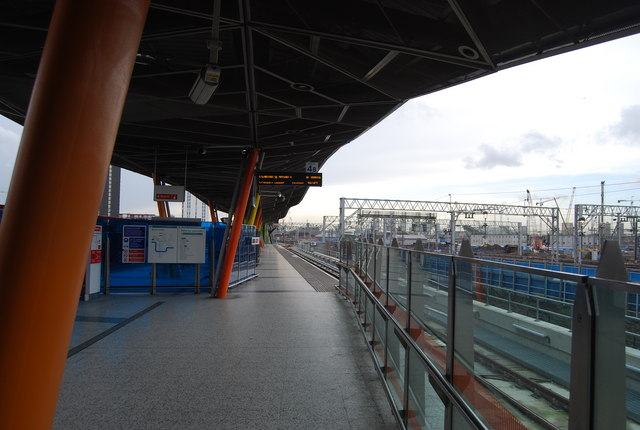
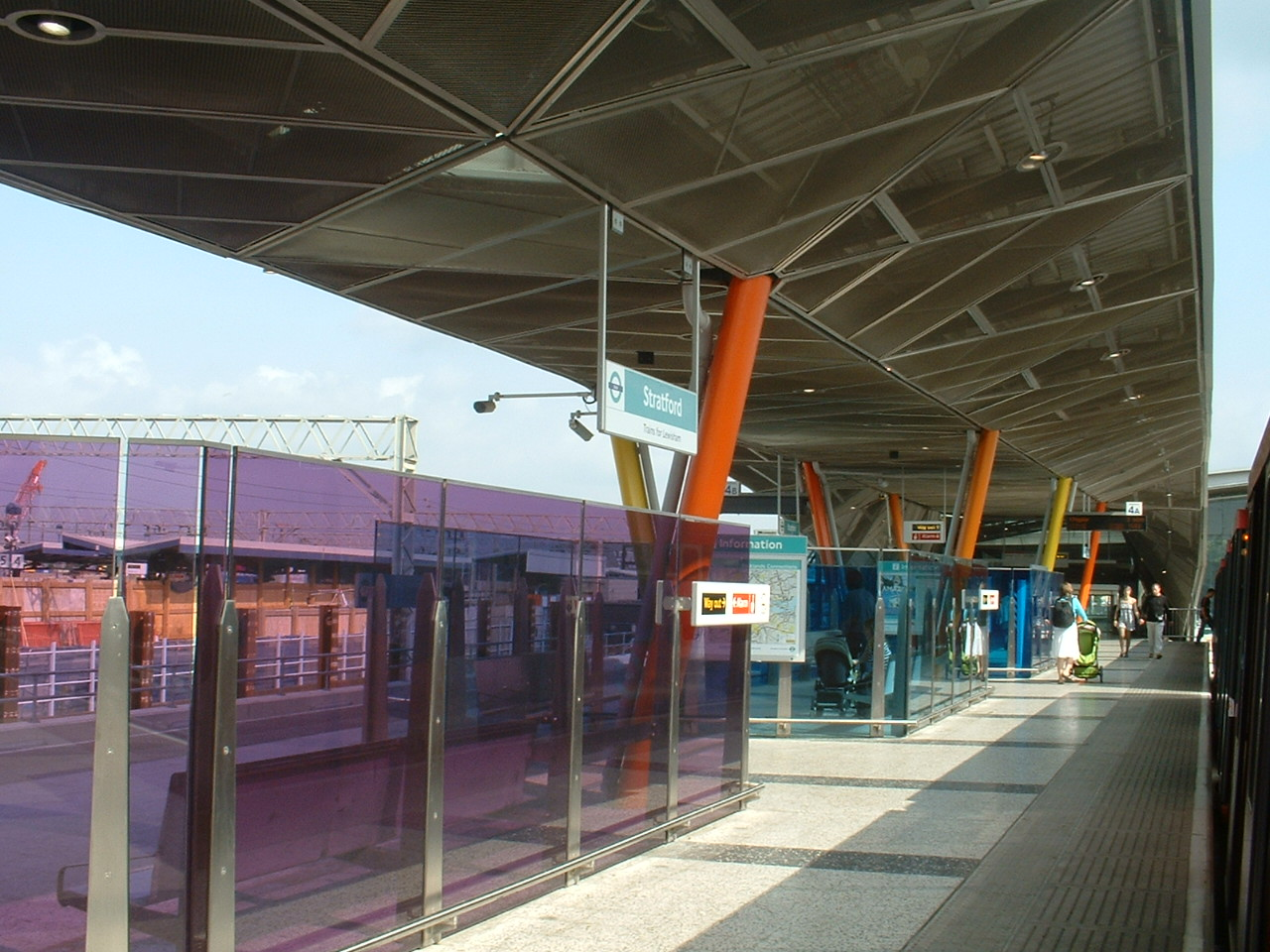
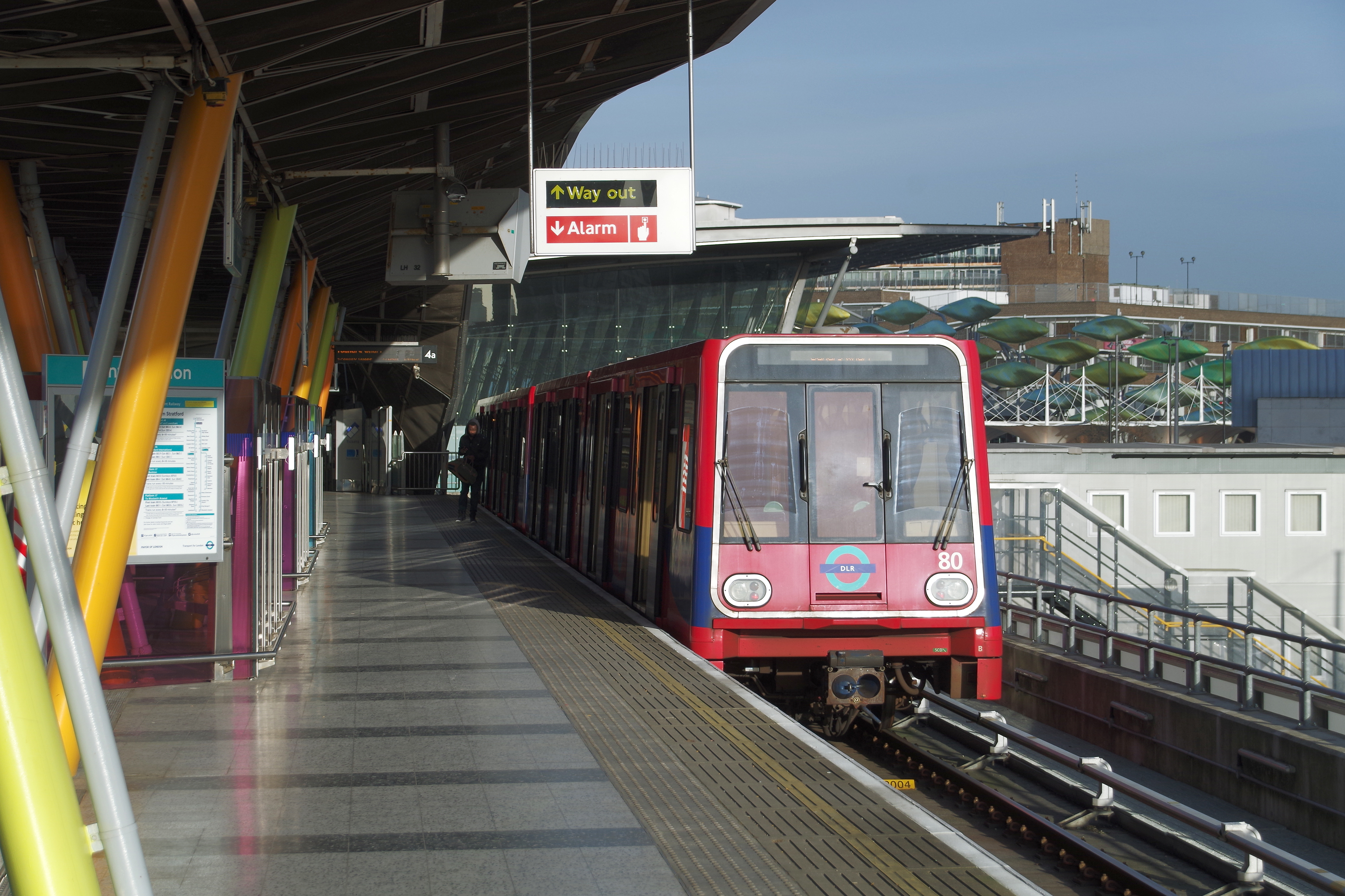

La plateforme de passage de la branche est-nord, deux quais latéraux encadrant les voies 16 et 17 est desservie par les rames des relations Stratford International - Beckton et Stratford International - Woolwich Arsenal,.

Installations et desserte plateforme de passage
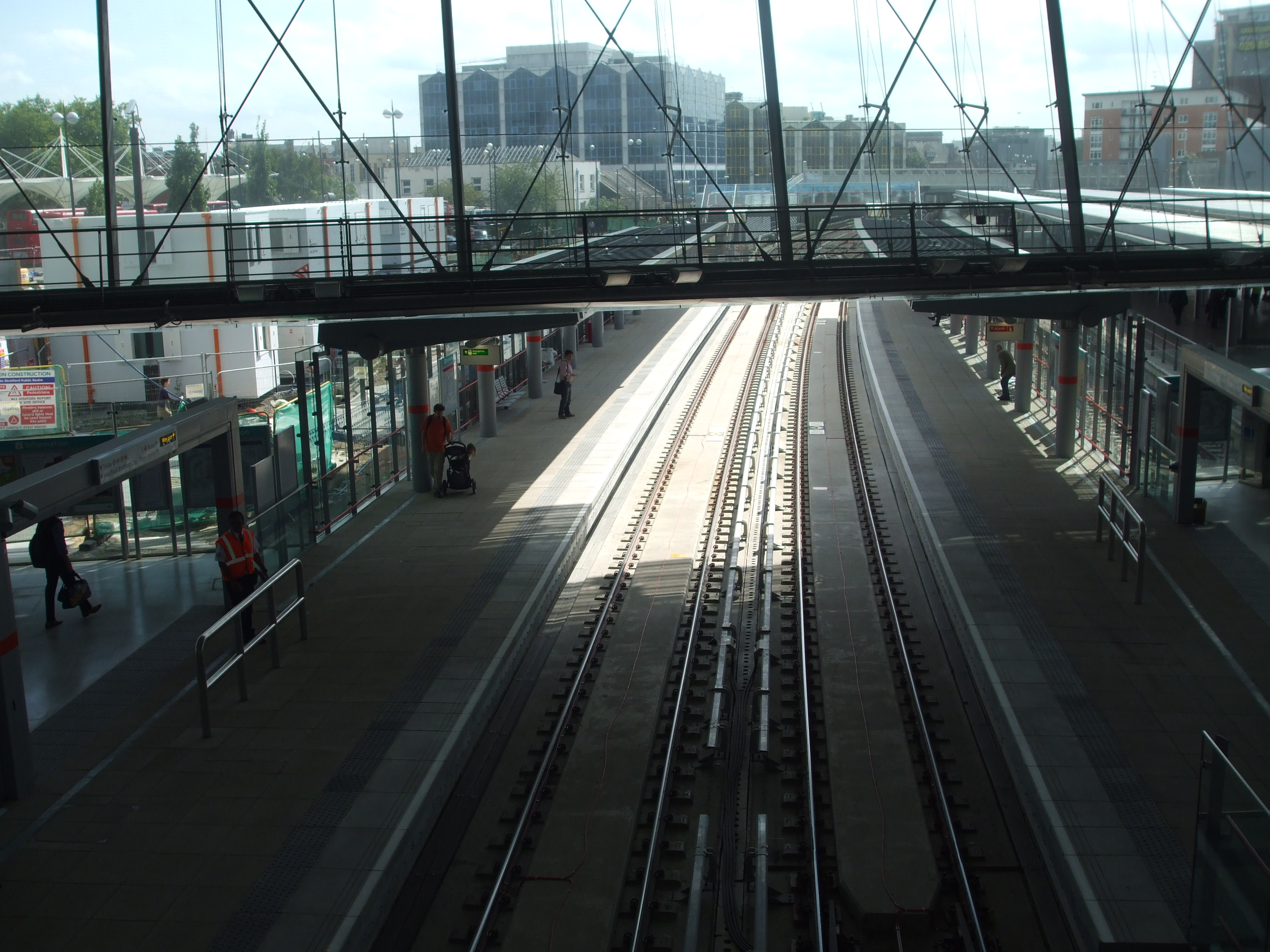
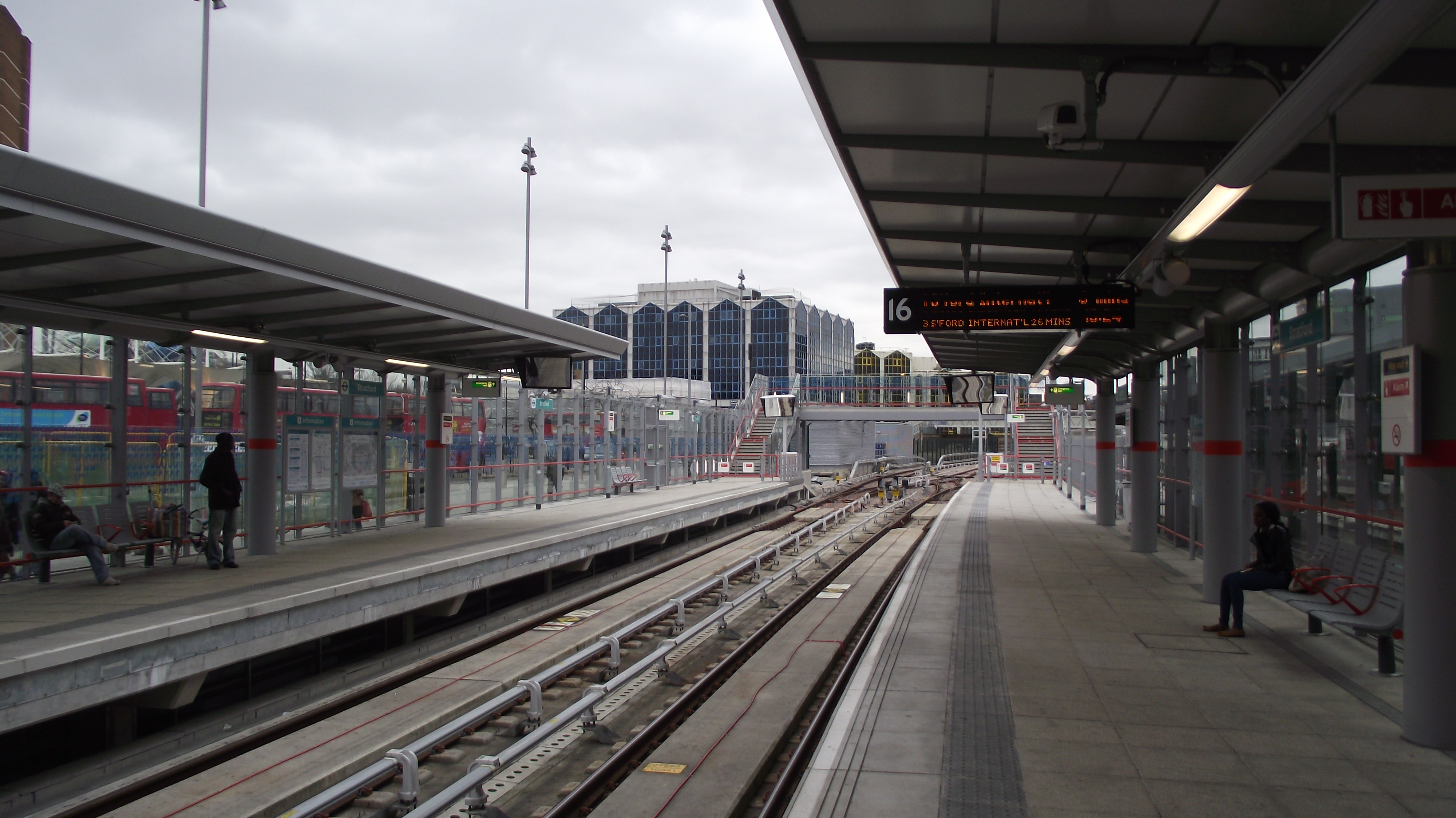
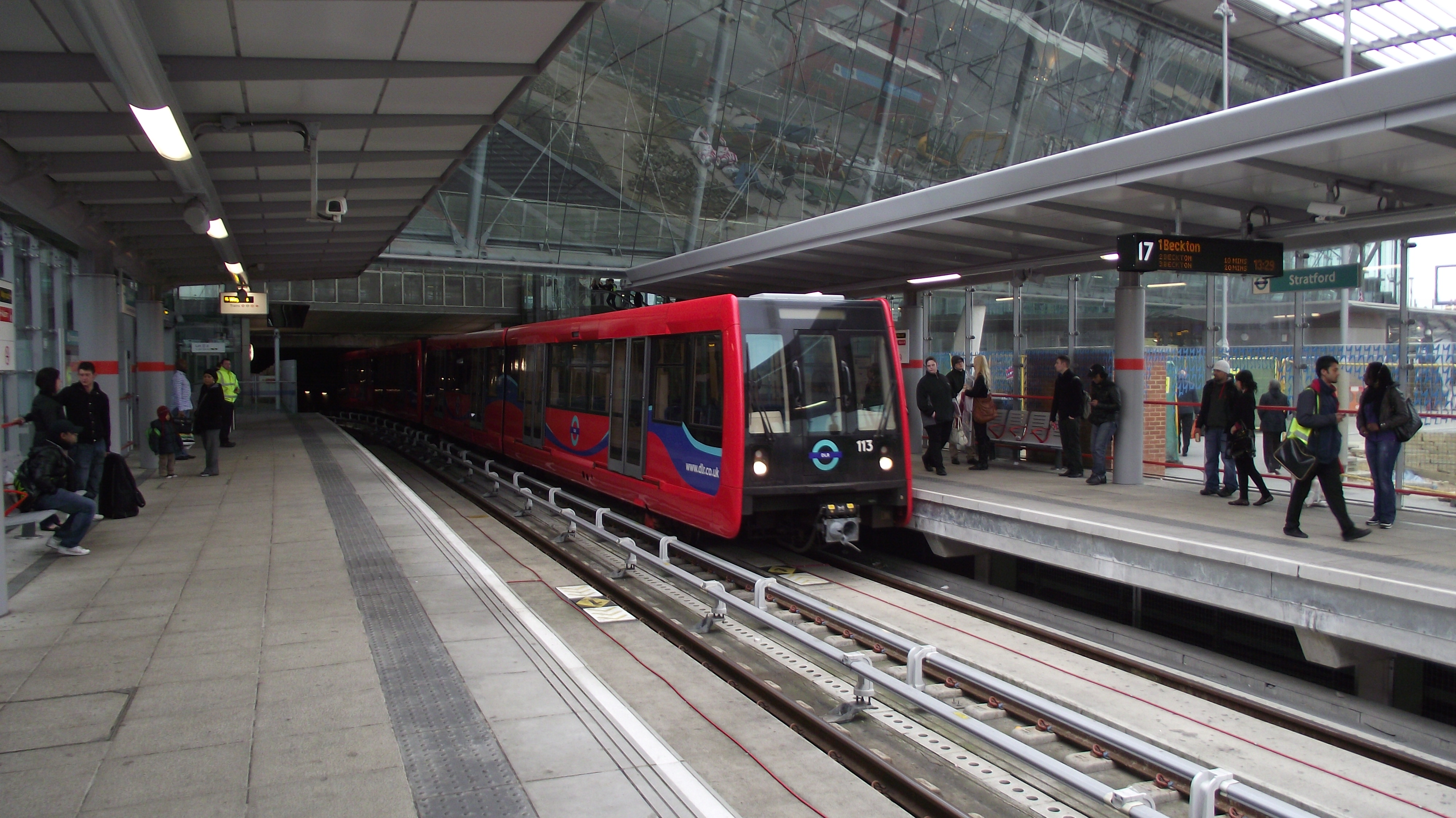

### Intermodalité
Les deux plateformes de la station permettent des correspondances avec les trains de la gare de Stratford et les rames du métro de Londres par les plateformes, Central line et Jubilee line, de la station Stratford du métro.
De nombreuses lignes de bus ont un arrêt à proximité : 25, 69, 86, 97, 104, 108, 158, 238, 241, 257, 262, 308, 339, 388, 425, 473,678, D8, N8, N25, N86, N205.

## À proximité
- Stratford
- Westfield Stratford City